# Unterseeboot 1103
L'Unterseeboot 1103 ou U-1103 est un sous-marin allemand (U-Boot) de type VIIC/41 utilisé par la Kriegsmarine pendant la Seconde Guerre mondiale.
Le sous-marin est commandé le 14 octobre 1941 à Emden (Nordseewerke), sa quille posée le 26 mai 1943, il est lancé le 12 octobre 1943 et mis en service le 8 janvier 1944, sous le commandement du Kapitänleutnant Hans Bungards.
L'U-1103 ne coule ni n'endommage de navire, n'ayant pris part à aucune patrouille de guerre.
Il capitule en mai 1945 et est coulé en décembre 1945.

## Conception
Unterseeboot type VII, l'U-1103 avait un déplacement de 759 tonnes en surface et 860 tonnes en plongée. Il avait une longueur hors-tout de 67,20 m, un maître-bau de 6,20 m, une hauteur de 9,60 m et un tirant d'eau de 4,74 m. Le sous-marin était propulsé par deux hélices de 1,23 m, deux moteurs diesel Germaniawerft F46 de 6 cylindres en ligne de 1 400 cv à 470 tr/min, produisant un total de 2 060 à 2 350 kW en surface et de deux moteurs électriques Siemens-Schuckert GU 343/38-8 de 375 cv à 295 tr/min, produisant un total 550 kW, en plongée. Le sous-marin avait une vitesse en surface de 17,7 nœuds (32,8 km/h) et une vitesse de 7,6 nœuds (14,1 km/h) en plongée. Immergé, il avait un rayon d'action de 80 milles marins (150 km) à 4 nœuds (7,4 km/h) et pouvait atteindre une profondeur de 230 m. En surface son rayon d'action était de 8500 milles nautiques (soit 15 700 km) à 10 nœuds (19 km/h).
L'U-1103 était équipé de cinq tubes lance-torpilles de 53,3 cm (quatre montés à l'avant et un à l'arrière) et embarquait quatorze torpilles. Il était équipé d'un canon de 8,8 cm SK C/35 (220 coups), d'un canon antiaérien de 20 mm Flak C30 en affût antiaérien et d'un canon 37 mm Flak M/42 qui tire à 15 350 mètres avec une cadence théorique de 50 coups par minute. Il pouvait transporter 26 mines TMA ou 39 mines TMB. Son équipage comprenait 4 officiers et 40 à 56 sous-mariniers.

## Historique
Il passe son temps d'entraînement initial à la 8. Unterseebootsflottille jusqu'au 1er septembre 1944, il rejoint ensuite la 22. Unterseebootsflottille puis la 31. Unterseebootsflottille comme navire-école.
Il sert de navire de formation des équipages jusqu'en mai 1945.
L'U-1103 se rend aux forces alliées le 5 mai 1945 à Cuxhaven, en Allemagne.
Le 23 juin 1945, il est transféré de Wilhelmshaven au point de rassemblement de Loch Ryan en vue de l'opération Deadlight, entreprise alliée de destruction massive de la flotte d'U-Boote de la Kriegsmarine.
L'U-1103 coule le 30 décembre 1945 à la position 56° 03′ N, 10° 05′ O, détruit par l'artillerie du destroyer HMS Onslaught.

## Affectations
- 8. Unterseebootsflottille du 8 janvier 1944 au 1er septembre 1944 (Période de formation).
- 22. Unterseebootsflottille du 1er septembre 1944 au 28 février 1945 (Navire-école).
- 31. Unterseebootsflottille du 1er mars 1945 au 5 mai 1945 (Navire-école).

## Commandement
- Kapitänleutnant Hans Bungards du 8 janvier 1944 au 2 juillet 1944.
- Oberleutnant zur See Werner Sausmikat du 3 juillet 1944 au 8 octobre 1944.
- Oberleutnant zur See Karl-Heinz Schmidt du 9 octobre 1944 au 24 novembre 1944.
- Oberleutnant zur See Jürgen Iversen du 25 novembre 1944 au 25 février 1945.
- Kapitänleutnant Wilhelm Eisele du 26 février 1945 au 5 mai 1945.